# David Berge
David Berge (* 21. März 1977 in Berlin) ist ein ehemaliger deutscher Eishockeytorwart, der während seiner Karriere für die Berlin Capitals in der Deutschen Eishockey Liga (DEL) aktiv war.

## Karriere
Berge begann seine Karriere im Nachwuchs der BSC Preussen, wo er ab der Saison 1994/95 für die Juniorenmannschaft in der Junioren-Bundesliga aktiv war und 1995/96 und 1996/97 Deutscher Juniorenmeister wurde. Nach einer weiteren Spielzeit bei den Junioren, wurde er während der Saison 1996/97 vom damaligen Capitals-Trainer Peter Ustorf mehrmals in das Profiteam einberufen. Daraufhin machte er seine ersten sieben Partien in der Deutschen Eishockey Liga und absolvierte zudem zwei Partien in der European Hockey League.
In der EHL schied er mit seinem Team nach einem dritten Platz in der Gruppenphase aus. In den folgenden drei Jahren war Berge der zweite Torhüter der Berlin Capitals und stand 26-mal im Tor der Berliner. Berge spielte mehrere Male für die deutsche Eishockeynationalmannschaft. Nach der Saison 1999/00 beendete er seine aktive Eishockeykarriere im Alter von 23 Jahren, um sich intensiver seinem parallelen Studium der Physik zuzuwenden. Berge ist heute promovierter Physiker und leitet einen Lehrstuhl für Experimentelle Teilchen- und Astroteilchenphysik an der Humboldt-Universität zu Berlin.